# Radzie (Podlachie)
Pour les articles homonymes, voir Radzie.
Radzie est un village polonais de la gmina de Jaświły dans le powiat de Mońki et dans la voïvodie de Podlachie. Il se situe à environ 14 kilomètres au nord-est de Mońki et à 50 kilomètres au nord de Białystok. 
Le village compte approximativement 40 habitants.